# 安井隆豊
安井 隆豊（やすい たかとよ）は、日本の実業家。安井家具代表取締役社長、日本優良家具販売協同組合名誉会長。藍綬褒章受章。経済産業大臣表彰、AIESEC Alumni Hall of Fame受賞。

## 人物・経歴
愛知県立旭丘高等学校を経て、1964年一橋大学商学部卒業。安井家具代表取締役社長を務め、ファニチャードームへの業態変更などを行った。アイセック日本委員会第3代委員長、諮問委員等を歴任したほか、中国でのAIESEC設立などに尽力し、2005年日本人として2人目のAIESEC殿堂入り。木俣佳丈名古屋後援会鷹虎会代表幹事、上海万博ボランティア協力実行委員会代表理事、日本優良家具販売協同組合名誉会長、日本ボランタリーチェーン協会副会長等も務め、2007年経済産業大臣表彰受賞。2011年には藍綬褒章を受章し、ウェスティンナゴヤキャッスルでお祝い会が行われた。

## 著作
- 「日本独自のライフ別ソリーションを提案する」販売革新 44(4) (通号 538) 2006
- 「ファニチャードーム物語～安井家具百年の歴史」中部経済新聞 2012